# 福岡県青少年科学館
福岡県青少年科学館（ふくおかけん・せいしょうねん・かがくかん、英語表記：FUKUOKA SCIENCE MUSEUM）は、福岡県久留米市東櫛原町の中央公園にある県立の科学館。運営は、(公財)福岡県教育文化奨学財団。

## 展示
展示施設は地学、生命の進化、視覚実験、コンピュータ、生物のからだ、乗り物、物理、宇宙、その他オブジェの9ジャンルに分かれており、それぞれ十数点の常設展示物がある。また、時期によって特設展が開催されることもある。

### 大規模施設
放電実験ステージ
空気中に放電を行える高電圧の出力装置を備えた実験施設。絶縁体を使った放電の阻害やファラデーケージなどに関する実験を行う。
お絵かきロボット
産業用ロボットモートマンを使用した施設。ロボットの先端にあるフレームへ紙をはめ込み、台に固定されたペンの先へ紙をこすりつけるような形で絵をかく。
ダイナミックワーカー
吹き抜けに設置された巨大なコースをボールが転がりまわる力学実験施設。高いところからコースに放たれたボールがほとんど自力で長いコースを転がっていく。
かつては一旦転がりだしたボールがほとんど力を加えられずにコースを転がる施設だったが、90年代後半に改修されて一部人力でボールを動かす施設へと変わった。
中庭オブジェ
流れる水の力を使って動く不思議なオブジェ。中庭に設置されている。

## 利用案内
- 所在地：〒830-0003　福岡県久留米市東櫛原町1713
- 開館時間：平日9:30～16:30（入館は16:00まで）、土・日・祝：9:30～17:00（入館は16:30まで）
- 休館日：月曜日（休日の場合は翌日）、最終火曜日（3・7・8月は開館）、年末年始（12月28日～1月2日）
- 入館料金
  - 展示　一般410円（310円）、児童・生徒210円（160円）
  - コスモシアター（プラネタリウム）一般620円（410円）、児童・生徒310円（210円）
    - 土曜日は、児童・生徒（高校生等以下）無料
    - カッコ内は団体割引、全体で30名様以上
    - 65歳以上は無料。
    - 障害者手帳所持者は条件により無料または割引措置となる。

## 交通アクセス
- 西鉄天神大牟田線西鉄久留米駅から徒歩約18分(1.5km)、櫛原駅から16分（1.3km）
- JR久留米駅もしくは西鉄久留米駅から、西鉄バス久留米5番ゆめタウン久留米行き、21番今村天主堂行き、23番田主丸そよ風ホール行きに乗車し青少年科学館前下車
- 九州自動車道久留米インターチェンジから3km